# Thénioux
Thénioux és un municipi francès, situat al departament de Cher i a la regió de Centre – Vall del Loira. L'any 2007 tenia 589 habitants.

## Demografia

### Població
El 2007 la població de fet de Thénioux era de 589 persones. Hi havia 252 famílies, de les quals 65 eren unipersonals (28 homes vivint sols i 37 dones vivint soles), 114 parelles sense fills, 69 parelles amb fills i 4 famílies monoparentals amb fills.
La població ha evolucionat segons el següent gràfic:
Habitants censats

### Habitatges
El 2007 hi havia 323 habitatges, 254 eren l'habitatge principal de la família, 54 eren segones residències i 16 estaven desocupats. 318 eren cases i 5 eren apartaments. Dels 254 habitatges principals, 221 estaven ocupats pels seus propietaris, 26 estaven llogats i ocupats pels llogaters i 6 estaven cedits a títol gratuït; 4 tenien una cambra, 21 en tenien dues, 45 en tenien tres, 75 en tenien quatre i 109 en tenien cinc o més. 211 habitatges disposaven pel capbaix d'una plaça de pàrquing. A 109 habitatges hi havia un automòbil i a 113 n'hi havia dos o més.

### Piràmide de població
La piràmide de població per edats i sexe el 2009 era:
| Homes | Edats   | Dones |
| ----- | ------- | ----- |
| 0     | 95 o +  | 0     |
| 4     | 90 a 94 | 4     |
| 4     | 85 a 89 | 0     |
| 12    | 80 a 84 | 4     |
| 20    | 75 a 79 | 12    |
| 4     | 70 a 74 | 16    |
| 12    | 65 a 69 | 16    |
| 28    | 60 a 64 | 12    |
| 20    | 55 a 59 | 24    |
| 28    | 50 a 54 | 28    |
| 24    | 45 a 49 | 24    |
| 16    | 40 a 44 | 16    |
| 16    | 35 a 39 | 28    |
| 28    | 30 a 34 | 16    |
| 12    | 25 a 29 | 12    |
| 24    | 20 a 24 | 0     |
| 32    | 15 a 19 | 24    |
| 28    | 10 a 14 | 24    |
| 16    | 5 a 9   | 16    |
| 8     | 0 a 4   | 12    |

## Economia
El 2007 la població en edat de treballar era de 385 persones, 251 eren actives i 134 eren inactives. De les 251 persones actives 224 estaven ocupades (137 homes i 87 dones) i 26 estaven aturades (9 homes i 17 dones). De les 134 persones inactives 58 estaven jubilades, 27 estaven estudiant i 49 estaven classificades com a «altres inactius».

### Ingressos
El 2009 a Thénioux hi havia 267 unitats fiscals que integraven 625,5 persones, la mediana anual d'ingressos fiscals per persona era de 17.647 €.

### Activitats econòmiques
Dels 25 establiments que hi havia el 2007, 2 eren d'empreses extractives, 3 d'empreses de fabricació d'altres productes industrials, 7 d'empreses de construcció, 5 d'empreses de comerç i reparació d'automòbils, 3 d'empreses de transport, 3 d'empreses d'hostatgeria i restauració, 1 d'una empresa immobiliària i 1 d'una empresa de serveis.
Dels 4 establiments de servei als particulars que hi havia el 2009, 1 era un taller de reparació d'automòbils i de material agrícola, 1 guixaire pintor, 1 fusteria i 1 lampisteria.
L'únic establiment comercial que hi havia el 2009 era una botiga de menys de 120 m².
L'any 2000 a Thénioux hi havia 17 explotacions agrícoles que ocupaven un total de 455 hectàrees.

## Equipaments sanitaris i escolars
El 2009 hi havia una escola elemental.

## Poblacions més properes
El següent diagrama mostra les poblacions més properes.